# Hospital militar de Benicàssim
L'Hospital militar de Benicàssim va ser un hospital de guerra que va donar servei als ferits de les Brigades Internacionals durant la Guerra Civil espanyola.

## Particularitats
L'Hospital era situat a la zona de les Vil·les, entre el Camí Nou i l'Hotel Voramar. El conformaven gairebé mig centenar d'edificis, vil·les d'estiueig principalment, així com un convent, un hotel i un garatge.
Va estar en servei, sota la direcció de les Brigades Internacionals, des del mes de desembre del 1936 fins al mes d'abril del 1938. Va atendre més de 7.000 ferits i convalescents de les Brigades Internacionals, tant espanyols com de diverses nacionalitats foranes.